# Brando (Alta Córcega)
 Brando  (Brandu en corso) es una comuna y población de Francia, en la región de Córcega, departamento de Alta Córcega, en el distrito de Bastia y cantón de Sagro-di-Santa-Giulia. Es la cabecera y mayor población del cantón.
Su población en el censo de 1999 era de 1.527 habitantes.
Está integrada en la Communauté de communes du Cap Corse .

## Demografía
| 967 | 1066 | 1157 | 1353 | 1334 | 1527 |
| Para los censos de 1962 a 1999 la población legal corresponde a la población sin duplicidades (Fuente: INSEE [Consultar]) |      |      |      |      |      |